# Деніс – Ель-Гаміль
Деніс – Ель-Гаміль – трубопровідна система для видачі продукції кількох газових родовищ, що виявлені у єгипетському секторі Середземного моря.
В 2008 році на ліцензійній ділянці Темсах почалась розробка родовища Деніс, видачу продукції якого організували за допомогою нового трубопроводу до берегового газопереробного заводу Ель-Гаміль (розташований західніше від Порт-Саїду на косі, яка відділяє від моря озеро Манзалла). Цей газопровід, що має довжину 62 км (з них 61 км офшорна ділянка) та діаметр 800 мм, спорудило трубоукладальне судно «Crawler».
Можливо відзначити, що лінія від Деніс отримала назву «пліоценова», оскільки через неї транспортується «сухий» газ із покладів пліоцену. В той же час, ще наприкінці 1990-х років з тієї ж ліцензійної ділянки спорудили трубопровід Темсах – Ель-Гаміль, який зазвичай іменують «серравалійським», оскільки він призначений для роботи із продукцією багатих на конденсат міоценових покладів. 
В подальшому через «пліоценову лінію» додатково організували видачу продукції:
- з родовища Туна, яке почало роботу в 2010-му та сполучене із платформою Деніс А трубопроводом завдовжки 14 км з діаметром 600 мм;
- з платформи Деніс В, що стала до ладу в 2011-му та була під’єднана перемичкою довжиною 6,5 км з діаметром 400 мм;
- з родовища Сет (розташована західніше ліцензійна ділянка Рас-ель-Бар), яке ввели у розробки в 2012-му з підключенням до Туна за допомогою газопроводу завдовжки 11 км з діаметром 400 мм;
- з родовищ Північне Деніс, Північно-Західне Деніс та Південне Деніс, які почали запускати у роботу в 2014-му (проект DEKA). При цьому видачу газу організували через підключення до Деніс В за допомогою двох перемичок – довжиною 8 км з діаметром 400 мм (для перших двох родовищ) та завдовжки 1 км з діаметром 250 мм (для Південне Деніс).